# 陈迩冬
陈迩冬（1913年—1990年），原名陈钟瑶，笔名沈东、冬郎、蕴庵、皇甫鼎等，男，广西桂林人，中国作家、诗人、学者，曾任中华诗词学会顾问。